# Kinross (Île-du-Prince-Édouard)
Pour les articles homonymes, voir Kinross (homonymie).
Kinross est une communauté dans le comté de Queens de l'Île-du-Prince-Édouard, Canada, à l'ouest de Montague.